# Punta di Nižnij Novgorod
La Punta di Nižnij Novgorod (in russo: Стрелка Нижнего Новгорода? il nome breve è la Punta o la Strelka) è uno dei principali punti di riferimento naturali nel centro storico di Nižnij Novgorod. Si trova alla confluenza dei fiumi Oka e Volga.

## Descrizione
La Punta separa l'Oka e il Volga. In passato, era un porto per le navi mercantili che arrivavano e partivano da Nižnij Novgorod. La punta è anche la sede della Cattedrale di Aleksandr Nevskij.
C'è lo stadio Nižnij Novgorod per la Campionato mondiale di calcio 2018 sulla punta. Anche la stazione della metropolitana di Strelka è stata lanciata nel 2018.

## Storia

### Dal 16 al 20 ° secolo

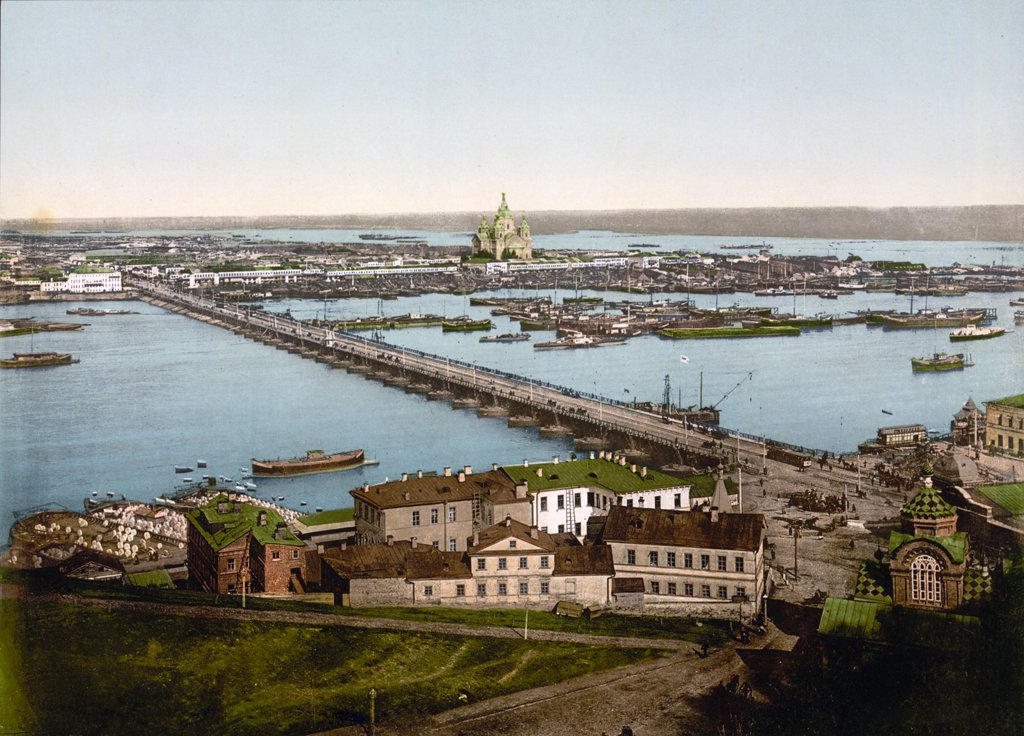
Vista dello Punta e della Cattedrale di Aleksandr Nevskij. Andrei Karelin e Ivan Šiškin. 1880.

Nei tempi del regno russo, la punta (strelka) era il centro del campo di Strelickij di Nižnij Novgorod Uezd, ricevendo così il suo nome. Più tardi il porto fluviale cominciò a formarsi qui. Questo posto era comodo per lo scarico e il carico di merci e navi mercantili che arrivavano a Nižnij Novgorod lungo l'Oka e il Volga. Un posto basso, all'incrocio di due fiumi, divenne più redditizio per la costruzione di posti letto rispetto all'alta collina di Nižnij Novgorod. I pilastri siberiani si formarono sulla riva dal lato del Volga.
Durante il periodo dell'Impero russo, i pilastri di San Pietroburgo dal lato dell'Oka furono aggiunti ai moli sulla riva del Volga. Una nuova tappa nello sviluppo del porto fluviale sulla punta fu il trasferimento della fiera da Makar'evo nel 1817. Da allora, il volume di affari delle vie navigabili è diventato più di 70 milioni di pood (31 milioni di chilogrammi). Nel 1880, la cattedrale di Aleksandr Nevskij fu costruita sulla punta. Inoltre è stato chiamato come nuova fiera. Durante l'esibizione di tutta la Russia del 1896, vi furono costruite pensioni e padiglioni espositivi. Inoltre, è stato aperto il primo tram che collega la città alla fiera. Questo evento ha completamente trasformato la punta, rendendolo uno dei luoghi più frequentati di Kanavinskaja Sloboda, che non faceva ancora parte di Nižnij Novgorod.

### Il periodo sovietico

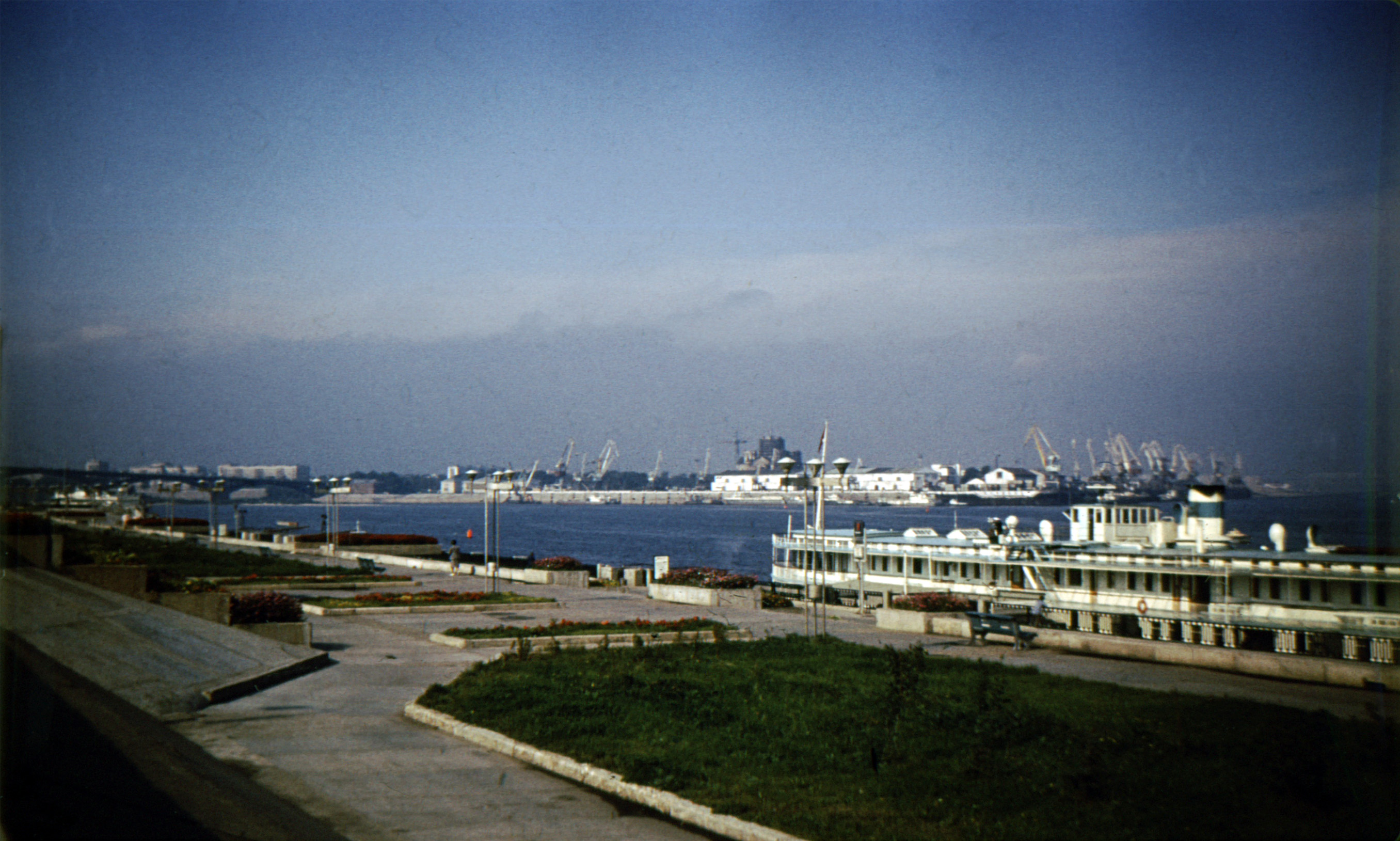
La punta nel periodo sovietico. Un edificio grigio scuro nel centro è l'ex cattedrale di Aleksandr Nevskij, trasformata in un magazzino. 1985.

Durante l'Unione Sovietica, ci sono stati importanti cambiamenti nel territorio della punta. Il 5 febbraio 1918 fu istituita l'amministrazione dei moli. Nel 1932 fu costruito un grande porto mercantile su questo territorio. Inoltre, alla fine degli anni '30, iniziò la distruzione della cattedrale di Aleksandr Nevskij. Sul sito della cattedrale fu progettato di costruire un faro gigante con un monumento a Vladimir Lenin dall'alto. Tuttavia, sono stati smantellati solo il tetto e le cupole. Durante l'intero periodo sovietico fu usato come magazzino e alloggio comune per i lavoratori portuali. Durante la seconda guerra mondiale sul tetto della cattedrale, invece della cupola centrale, fu installata una mitragliatrice antiaerea per respingere gli attacchi della Luftwaffe sul porto. La difesa della punta non ha permesso ai tedeschi di bombardare il territorio portuale e il ponte di Okskij (Kanavinskij). Dopo la guerra, il porto iniziò ad aumentare il volume delle merci e divenne uno dei più grandi dell'Unione Sovietica. Durante la Guerra Fredda, fu costruita una rete di bunker sotterranei anti-nucleari alla punta. Nel 1983 iniziò il restauro della cattedrale di Aleksandr Nevskij.

### Russia attuale

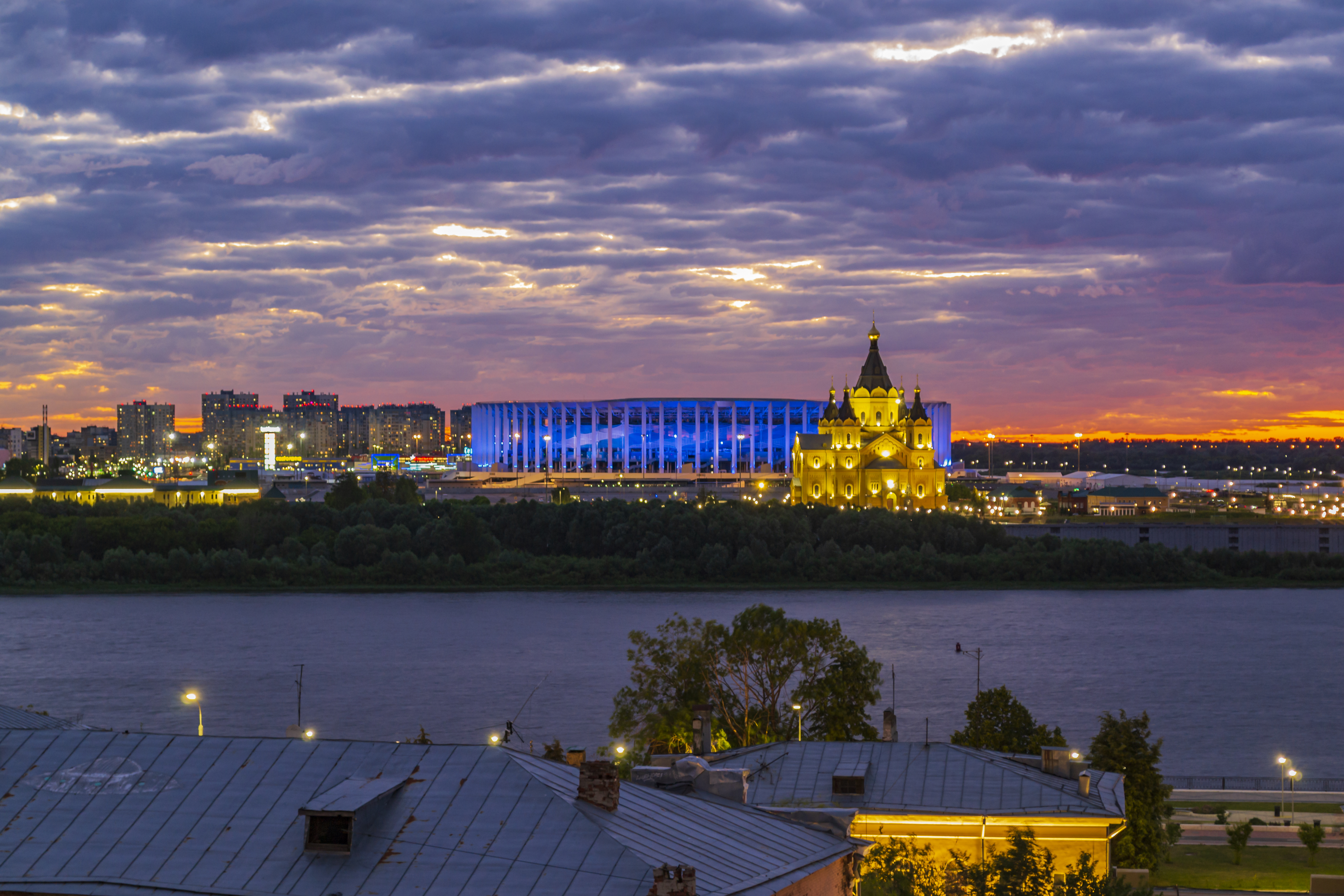
Vista della punta, della cattedrale di Aleksandr Nevskij e dello stadio Nižnij Novgorod di notte. 2022

Dopo la dissoluzione dell'Unione Sovietica, il porto sulla punta fu privatizzato. Il territorio attorno ad esso iniziò ad essere edificato da edifici privati e garage. Negli anni '90, il consiglio comunale e gli abitanti locali non si sono preoccupati dell'esterno della punta. Il restauro della cattedrale di Aleksandr Nevskij è stato completato. Nei primi anni 2000 la situazione è cambiata. La costruzione di un microdistretto nella landa nei pressi del porto ha avuto inizio. All'inizio fu costruito il microdistretto Sed'moe Nebo, un ipermercato con lo stesso nome aperto poco dopo. Lo sviluppo di questo territorio fu incluso nel piano generale degli anni '70. Fu progettato di costruire aree residenziali e una nuova autostrada sull'argine del Volga. Sul territorio ha continuato a costruire nuove case, strade e altre infrastrutture. All'inizio del 2010 c'erano piani per lo sviluppo del territorio per il commercio e il centro commerciale Strelka-City. Tuttavia, nel 2015 si è appreso che il territorio della punta sarà costruito nello stadio per la Coppa del Mondo FIFA 2018 e il territorio circostante sarà completamente ricostruito. Nello stesso anno il porto fluviale fu trasferito e le sue funzioni furono distribuite tra le città di Kstovo, Bor e altre. Vicino allo stadio c'è la costruzione della stazione della metropolitana di Strelka. La stazione prende il nome dalla punta (Strelka).
Durante la ricostruzione nel vecchio porto vennero scoperte costruzioni in metallo lamato dell'esibizione di tutta la Russia del 1896, che furono trasportate nel molo siberiano e trasformate in magazzini nel 1902. I cittadini hanno sostenuto la conservazione di queste strutture nello stesso luogo e l'ex-governatore ha sostenuto i cittadini di Nižnij Novgorod. Queste costruzioni sono pianificate per essere ripristinate e utilizzate per altri scopi. Il 1 ° agosto 2017 sono stati demoliti vecchi magazzini in cemento, costruiti negli anni '30 nel periodo sovietico. Non avevano valore storico. Tuttavia, i media e gli attivisti liberali hanno presentato queste informazioni come se fossero stati demoliti magazzini storici.
Il 1 novembre 2016 è iniziata la costruzione di un'autostrada sul terrapieno del Volga da la punta lungo il micro distretto Meščerskoe Ozero. La progettazione e l'inizio della costruzione hanno anche accompagnato uno scandalo provocato dai residenti locali. Erano di nuovo sostenuti dai media e dai liberali. Gli abitanti consideravano questo territorio come il loro immediato luogo di riposo e di passeggiate, e lo chiamavano anche zona ecologica. Tuttavia, questo terrapieno è stato completamente distrutto e sparpagliato. Ciò non corrispondeva in alcun modo alle parole dei residenti riguardo a un luogo a pieno titolo per la ricreazione. Inoltre, il progetto di costruire una strada sull'argine del Volga è stato sviluppato nel 1977 e approvato nel 2010.
Un'altra scoperta furono i bunker sotterranei costruiti durante la Guerra Fredda, in caso di un attacco nucleare. Sono stati trovati nel dicembre 2016. Sono state fatte proposte pubbliche sulla loro conservazione e trasformazione nel Museo della Guerra Fredda.